# Ushuaïa Nature
Pour les articles homonymes, voir Ushuaïa (homonymie).
Ushuaïa Nature  est le nom de l'émission de Nicolas Hulot, producteur et animateur, consacrée à la découverte des paysages naturels du monde et de leurs habitants diffusée généralement le mercredi soir sur TF1. La philosophie de l'émission est : « L'émerveillement est le premier pas vers le respect ». 
Sa diffusion a commencé le 11 novembre 1998, faisant suite à Opération Okavango, et s'est établie rapidement à un rythme trimestriel, puis depuis 2006 trois fois par an. En effet, une émission d'Ushuaïa Nature coûte environ 1 million d'euros, ce qui est actuellement le documentaire le plus cher de la télévision française. Malgré ce coût, la chaîne laisse à Nicolas Hulot la liberté totale des sujets traités dans l'émission ainsi que les destinations, car TF1 possède la licence de la marque « Ushuaïa » (gel douche, montre, produits de bureau...), ce qui lui assure d'avoir des revenus supérieurs aux dépenses d'une émission. C'est ce qui permet à Ushuaïa Nature d'avoir une grande et rare longévité pour un programme de ce genre à la télévision et de surcroît sur TF1. Le générique image était d'Antoine Lantieri, Marc Tatou et Pascal Anciaux et la musique de Serge Perathoner.
L'émission est produite par la société Yagan Productions, filiale de TF1, qui reversait en 2005 à l'animateur 30 000 euros/mois, plus les droits d'auteur et pourcentages sur les ventes de DVD.
Depuis la création de la chaîne, les documentaires sont également rediffusés sur Ushuaïa TV. En Belgique, Ushuaïa est également rediffusée sur AB3, une chaîne du Groupe AB.
Cette émission s'est entre autres rendue célèbre par les moyens de locomotion écologiques (ULM, montgolfière, deltaplane, kayak de mer, cordes, etc.) employés par Nicolas Hulot, souvent en entrée d'émission. Ces voyages sont l'occasion de rencontres avec des glaciologues (Luc Moreau), des zoologistes et des botanistes, le plus récurrent étant probablement le biologiste marin Laurent Ballesta. Elles permettent de faire partager la découverte d'espèces endémiques et d'insister sur l'importance de la préservation de l'écosystème pour maintenir l'équilibre de la planète.
Les tournages s'arrêtent en 2011 à la suite de l'arrêt du contrat de l'animateur, Nicolas Hulot. La diffusion d'Ushuaïa Nature prend fin en 2012 sur TF1 au 48e épisode. Deux épisodes (Brésil et France) ont été diffusés sur Ushuaïa TV en 2013-2014 tout comme Canal+[réf. nécessaire].

## Thèmes de l'émission
Thèmes généraux :
- la vie aquatique passée et présente (bactéries, archéobactéries, extrêmophiles, mollusques et crustacés, poissons, amphibiens, coraux, mammifères aquatiques) ;
- la vie terrestre passée et présente ;
- la vie aérienne (oiseaux, insectes et mammifères volants) ;
- l'avenir du vivant, les problèmes écologiques majeurs actuels ;
- la biodiversité, la protection et les sanctuaires ;
- Les merveilles géologiques de la planète.

Thèmes plus détaillés :
- les massifs orogéniques : montagnes, plateaux, volcans, grandes plaines ;
- les milieux (biomes) sauvages : banquise polaire, inlandsis, glaciers de montagne, toundra, taïga, forêts tempérées, forêts tropicales, forêts primaires, mangroves, savanes, déserts, rivières et fleuves, deltas, lacs, mers et océans, récifs coralliens ;
- la vie dans ces biomes : la biodiversité, les sanctuaires, les peuples humains minoritaires ou en danger de disparition, les relations complexes entre l'espèce humaine et le reste du monde vivant, la raréfaction de l'eau et des ressources vitales en général ;
- les origines de la vie : visite des régions géologiquement les plus anciennes de la planète, visite des milieux représentatifs des écorégions du passé (paléobiogéographie), visite des berceaux de l'humanité (paléoanthropologie).

## Liste des émissions
- émission 1 : La molécule bleue (Mexique, 1998)
- émission 2 : Les trésors de l'océan (Palaos, 1998)
- émission 3 : Les glaces racontent (Groenland, 1999)
- émission 4 : Des origines aux mondes perdus (Kamtchatka, 1999)
- émission 5 : L'archipel de Noé (Indonésie, 1999)
- émission 6 : Les mémoires de la Terre (Venezuela, 1999)
- émission 7 : Les cavaliers du vent (Argentine, Pérou, 1999)
- émission 8 : L'esprit de la forêt (Colombie-Britannique, 2000)
- émission 9 : Les seigneurs des océans (Nouvelle-Zélande, 2000)
- émission 10 : La vie malgré tout (Chili, Bolivie, Niger, 2000)
- émission 11 : Les évadés du temps (Nouvelle-Guinée occidentale, 2000)
- émission 12 : Prélude au crépuscule d'une faune (Botswana, Rwanda, Tanzanie, Zimbabwe, 2001)
- émission 13 : La forêt des mutants (Bornéo, 2001)
- émission non classée : Le trésor bleu (Mexique, Groenland, Australie, Floride, 2001) - montage de différents passages d’émissions précédentes en relation avec l'eau.
- émission 14 : À la découverte de l'ultime espérance (Patagonie, 2001)
- émission 15 : La constellation des îles (Hawaii, Polynésie française, 2002)
- émission 16 : Un jardin pour la planète (Brésil, 2002)
- émission 17 : Les sortilèges de l'Île Rouge (Madagascar dans le massif du Makay entre autres, 2002)
- émission 18 : La vie à l'extrême (Sibérie, 2002)
- émission 19 : L'empreinte du tigre (Bangladesh, Inde, 2003)
- émission 20 : Les trésors cachés (Cévennes, 2003)
- émission 21 : La dernière frontière (Alaska, 2003) - première émission mixée en multicanal 5.1 en France.
- émission 22 : Au pays des pharaons noirs (Soudan, 2003)
- émission 23 : Le désert des Léviathans (Basse-Californie, 2004)
- émission 24 : L'esprit Nomade (Mongolie, 2004)
- émission 25 : La vie pas à pas (Équateur, Îles Galápagos, 2004)
- émission 26 : Le troisième pôle (Ladakh, Zanskar, 2004)
- émission 27 : Le repaire de la licorne (Arctique, 2005)
- émission 28 : Le temps du rêve et de la création (Australie, 2005)
- émission 29 : Le pays des origines (Éthiopie, 2005)
- émission 30 : Parfums de l'Arabie heureuse (Yémen, Oman, 2006) - première émission filmée en 16/9 HD
- émission 31 : Retour vers la planète des singes (Gabon, Ouganda, République démocratique du Congo, 2006)
- émission 32 : L'île de Robinson (Chili, 2006)
- émission 33 : Tension en eaux troubles (Botswana, Afrique du Sud, 2007)
- émission 34 : La cité perdue (Mékong, Laos, Cambodge, 2007)
- émission 35 : D’un océan à l’autre (Costa Rica, Belize, 2007)
- émission non classée : Ushuaïa Extrême Nature (2008) - émission anniversaire des 20 ans d'Ushuaïa
- émission 36 : Les codes secrets de la nature (Indonésie, Philippines, 2008)
- émission 37 : Les derniers hommes libres (Amazonie, 2008)
- émission 38 : Un jour la terre s'est noyée (Caraïbes, 2008)
- émission 39 : Voyage extraordinaire en Afrique Australe (Zambie, Namibie, 2009)
- émission 40 : Des mondes de cristal (Mexique, Panama, Colombie, 2009)
- émission 41 : À la rencontre des hommes-nature (Népal, Inde, 2010)
- émission 42 : On a marché sur l'Islande (Islande, 2010)
- émission 43 : Aventures sur le canal du Mozambique (Mozambique, Zimbabwe, Afrique du Sud, 2010)
- émission 44 : Espoir de vie (Tchad, 2011)
- émission 45 : Message aux Petits Frères (Colombie, Brésil, 2012) - dernière diffusion sur TF1 le 25 décembre 2012
- émission 46 : Les géants du Far East (Russie, 2012) - diffusé pour la première fois sur Ushuaïa TV le 14 novembre 2013
- émission 47 : Le rêve d'Icare (France, Espagne, 2012) - diffusé pour la première fois sur Ushuaïa TV le 27 février 2014

## Anecdotes
- Le 24 septembre 2003, l'émission d'Ushuaïa Nature en Alaska La Dernière Frontière est le premier magazine français mixé en multicanal 5.1 à la télévision française.
- Le 8 février 2006, l'émission d'Ushuaïa Nature Parfums de l'Arabie heureuse a été la première émission française diffusée en haute définition (via le satellite). Le nombre de foyers pouvant recevoir le signal en haute définition était cependant très faible.
- Le chef Raoni, protagoniste de l'émission Message aux Petits Frères, était présent lors de sa projection de presse à l'occasion de son dernier voyage en France.
- Le générique image était d'Antoine Lantieri et Marc Tatou et la musique de Serge Perathoner.

## Distinctions
- 2006 : Globes de Cristal meilleure Émission TV